# Leslie Kish
Leslie Kish, né le 27 juillet 1910 et mort le 7 octobre 2000, est un statisticien américain d'origine hongroise qui a joué un rôle considérable dans le domaine des méthodes de sondage et d'enquête par l'enseignement, les manuels, les recherches et les publications.

## Jeunesse
László Kish est né le 27 juillet 1910 à Poprad, alors ville du royaume de Hongrie, qui fera partie de la Tchécoslovaquie de 1918 à 1992 et est aujourd’hui située en Slovaquie. En raison des affectations successives de son père, ingénieur d’une compagnie d’électricité, sa famille se déplace au gré des mutations successives de ville en ville dans les frontières qu'avait la Hongrie à l’époque. En 1926, considérant qu’il n’y a pas d’avenir pour des juifs hongrois en Roumanie, la famille émigre de Zilah vers les États-Unis.
À son arrivée à Ellis Island le 3 mars 1926, il ne connaît que les quelques mots d’anglais que son père lui a enseigné sur le bateau pendant la traversée. Il apprend la langue en lisant des livres en anglais et est scolarisé avec ses deux sœurs et son frère, dont il est l’aîné. Son père meurt à Brooklyn en août 1926, cinq mois après son arrivée. À 16 ans, en janvier 1927, László, qui anglicise son prénom en Leslie, commence à travailler tout en suivant des cours du soir. En 1929, il devient assistant de laboratoire à l’Institut Rockefeller pour la recherche médicale, et y travaille 9 heures par jour et 6 jours par semaine pour 70 dollars… par mois. Son travail le pousse à lire les ouvrages de statistique de l’époque. Après avoir obtenu son diplôme d’études secondaires de la Bay Ridge Evening High School en 1930, il suit les cours du soir du City College tout en travaillant le jour. Il devient citoyen américain en 1936.

## Laguerre d'Espagne
En janvier 1937, Leslie quitte l’Institut Rockefeller et le City College pour se rendre en Espagne combattre aux côtés des républicains dans une brigade hongroise. Il y apprend l’espagnol et un peu le français, langue officielle des Brigades internationales. Affecté à un hôpital en raison des connaissances qu’il est censé avoir acquises à l’Institut Rockefeller, il rencontre le 11 juin 1936 Norman Bethune, créateur de l'Unité mobile de transfusion sanguine. Le lendemain, il est blessé et hospitalisé, puis transféré à la Batterie antiaérienne John Brown, une unité d’artillerie anglo-américano-canadienne. Il sera transféré plus tard dans une unité espagnole.

## Le Bureau du recensement
À son retour aux États-Unis en janvier 1939, il reprend ses études au City College tout en faisant des « petits boulots ». Il reçoit le diplôme de « bachelor of science » en mathématique en juin avec distinction : il est élu Phi Beta Kappa. Il passe brillamment un concours d’entrée au Bureau du recensement des États-Unis qu’il rejoint le 1er avril 1940 comme chef de section au recensement de l’agriculture. Il y fait la connaissance du directeur adjoint, William Edwards Deming, de Morris Hansen et William Hurwitz dont il suivit les cours, ainsi que Rensis Likert. En 1941 il suit un cours de sondage à l’école du département de l’Agriculture (U.S. Department of Agriculture Graduate School). À l’époque, la seule enquête nationale utilisant un échantillon probabiliste était l’enquête sur le chômage de la Work Projects Administration (WPA), qui ne faisait pas partie du gouvernement Fédéral. Leslie devint ainsi le premier spécialiste de sondage de l’administration américaine. À l'époque, les seuls « sondages » du Census Bureau se limitaient au dépouillement (traitement d’un questionnaire sur cinq) et à l'utilisation de quotas pour les enquêtes.

## 1942-1945: la guerre
En juin 1942 il réussit à entrer dans l’armée. Après ses aventures en Espagne, il avait été catégorisé comme « antifasciste  prématuré », plus ou moins suspect, et il fut confiné à des postes de météorologiste sur diverses bases aériennes militaires aux États-Unis, puis à Hawaï. Il est de retour à la Division of Program Surveys du Bureau du recensement des États-Unis en octobre 1945. 

## La carrière à l'université du Michigan
En 1947, il déménage à Ann Arbor avec un groupe de collègues de l’USDA pour créer à l’université du Michigan le Centre de recherche sur les enquêtes (Survey Research Center), qui sera le noyau du futur Institut pour la recherche sociale (Institute for Social Research), où il enseignera jusqu’en 1981.
Il développe la méthode de sélection d’individus au sein d’un ménage (« individus Kish ») connue aujourd’hui sous le nom de « méthode de Kish ».
Il développe également les méthodes d’analyse des non-réponses ; à l'époque, le plus souvent, les statisticiens « faisaient comme si » elles n’existaient pas.
Enfin, il améliore la méthode d’échantillonnage des banlieues qui croissaient rapidement et étaient mal représentées dans les enquêtes.
Il développa également avec Roe Goodman la méthode de « sélection contrôlée ».
En 1948, quand le démocrate Harry S. Truman se présente à la présidence des États-Unis contre le républicain Thomas E. Dewey, les enquêtes d’opinion – qui utilisaient la méthode des quotas – donnaient ce dernier largement favori au point que le Chicago Tribune avait titré en première page « Dewey a battu Truman ». Or les 400 électeurs de l’échantillon de l’enquête Survey of Consumer Finances, à qui la question avait été posée, avaient donné Truman vainqueur. Certains journalistes en ont déduit la supériorité du sondage probabiliste sur la méthode des quotas. En fait, il s’agissait d’un pur hasard, l’intervalle de confiance du résultat étant de plus ou moins 5 %. La prévision de la victoire de Truman était statistiquement non significative et n’avait pas été publiée.
La même année, il obtint une maîtrise en statistique mathématique alors qu’il est déjà professeur. Il continua ses études en statistique mathématique mais les abandonna, considérant qu’elles ne servaient à rien à l’époque pour la théorie des sondages, et se lança dans des études de sociologie, obtenant un doctorat en 1952.
De 1955 à 1965, il rédige le manuel de sondage qui le rendit célèbre et servit à la formation de milliers d’étudiants.
Ses travaux ont porté sur de nombreux aspects théoriques, mais surtout pratiques, des sondages et enquête par sondage :
- Méthodes d’estimation de la variance.
- Enquêtes polyvalentes
- Estimations par domaine (grands domaines, petit domaines.
- Remplacement des recensements par des enquêtes à échantillons successifs. Il mettra au point la méthode des échantillons tournants[11] qui sera utilisée par l’enquête permanente « American Community Survey » et inspirera la méthode de recensement rénové utilisée en France.
- Echantillonnage de populations rares ou imprécises.
- Maximisation du chevauchement d’échantillons successifs.
- Echantillonnage d’unités de niveaux différents.
- Erreurs dues à la méthode de sondage.
- Études destinées à étudier des liens de causalité.

Pendant la période de « chasse aux sorcières » du Maccarthisme, Leslie fut inquiété, comme bien d’autres, par les enquêteurs du Comité de la Chambre sur les activités antiaméricaines. Il coopéra pour tout ce qui le concernait personnellement, en particulier ses activités pendant la guerre d’Espagne, mais refusa de fournir la moindre information concernant d’autres personnes.
Kish a été un des pères fondateurs de l’Association internationale des statisticiens d’enquête (IASS), créée en 1975, dont il sera vice-président de 1977 à 1979 et président de 1983 à 1985.

## Kish et les pays en voie de développement
Leslie Kish a beaucoup travaillé au développement des méthodes de sondage dans les pays du Tiers-monde. Il a été consultant en sondages du programme mondial d’enquêtes sur la fécondité (World Fertility Survey) de 1973 à 1983 et pour différents programmes d’agences de l’ONU. Il a organisé un grand nombre de cours de sondage au Survey Research Center pour les statisticiens des pays en développement et a conduit également de nombreux cours et missions d’appui dans ces pays. 

## Une retraite active
À 71 ans, en 1981, il prend sa retraite mais n’arrêtera jamais ses activités professionnelles.
Il rédige « Statistical Design for Research » qui sera publié en 1987. Il rédigera également le manuel « Sampling Methods for Agricultural Surveys » publié en 1989 par l’Organisation des Nations unies pour l'alimentation et l'agriculture (FAO), et partagera son expérience au cours de missions de consultation dans de nombreux pays.
Il décède le 7 octobre 2000 à Ann Arbor, laissant dans le deuil sa sœur, Magda Bondy, son épouse, Rhea Kish (née Rhea Kuleske), qui participera activement à la diffusion des œuvres de son mari, et ses deux filles, Carla et Andrea Kish. 
La principale caractéristique de l’œuvre de Leslie Kish aura été de « réussir à cerner les questions qui comptaient vraiment dans la pratique d’enquête et à y répondre ». Il aura ainsi exercé une influence considérable dans le domaine des sondages, et en particulier sur les méthodes d’échantillonnage probabiliste pour les enquêtes.